# Ibn Masarra
Ibn Masarra (arabe : محمد ابن مسرة بن نجيح الجبلي) né en 883 à Cordoue - mort en 931 dans la Sierra de Cordoue est un philosophe et mystique andalou. Considéré comme l'auteur de la première réflexion philosophique structurée d'Al-Andalus, néoplatonicien, sa doctrine montrait la complémentarité des deux chemins du savoir, la raison et la révélation. 

## Biographie
Il forma très tôt un petit cercle de disciples qu'il a initiés au Zuhd  (l'ascétisme, le renoncement aux biens terrestres), qui devint plus tard l'école d'Alméria. La situation politique à Cordoue le poussa à s’exiler à Médine et La Mecque. Il attendit le règne d'Abd al-Rahman III pour revenir à Cordoue.
Il est mort dans un ermitage dans la sierra des alentours de Cordoue, ses disciples ont souffert après sa mort de la persécution des juristes cordouans. Sa doctrine a grandement influencé le Maître soufi (Chaykh al-Akbar) Ibn Arabi, grâce auquel nous sont parvenus ses écrits même fragmentés.

## L'école d'Alméria
Après la mort du maître, l'école d'Alméria a joué un grand rôle au sein du soufisme espagnol. D'Alméria, les principes spirituels de la Tariqa se répandirent à Séville, Grenade et jusque dans l'Algarve (au sud du Portugal) sous la forme d'une milice religieuse dénommée Muridîn, dont l'organisation et les principes sont proches de l'ismaélisme (selon Henry Corbin).

## Œuvre
De son œuvre, le titre de deux traités seulement nous est parvenu : le Livre de l'explication pénétrante (Kitab al-i'tibar) et le Livre des lettres (Kitab khawass al-huruf).
Asín Palacios, spécialiste de la pensée andalouse médiévale, a le premier reconstitué le système gnostique d'Ibn Massara au début du XXe siècle à l'aide de citations trouvées chez Ibn Arabi principalement.

## Pensée
Asin Palacios fait graviter la pensée d'Ibn Masara autour de l'enseignement d'Empédocle et de la gnose de Priscillien.
La principale idée qui distingue sa métaphysique du néoplatonisme dont elle découle est l'élément primordial ou Materia prima qui se substitue à l'Un de Plotin. L'idée d'une matière première intelligible s'est ensuite répandue chez Ibn Gabirol avant qu'Ibn Arabi la reprenne et l'explore à son tour. On la retrouve enfin dans la matière spirituelle de Molla Sadra Shirazi et de l'école d'Ispahan.